# Moliterno
Moliterno est une commune italienne d'environ 3 670 habitants située dans la province de Potenza, dans la région Basilicate, en Italie méridionale.

## Histoire

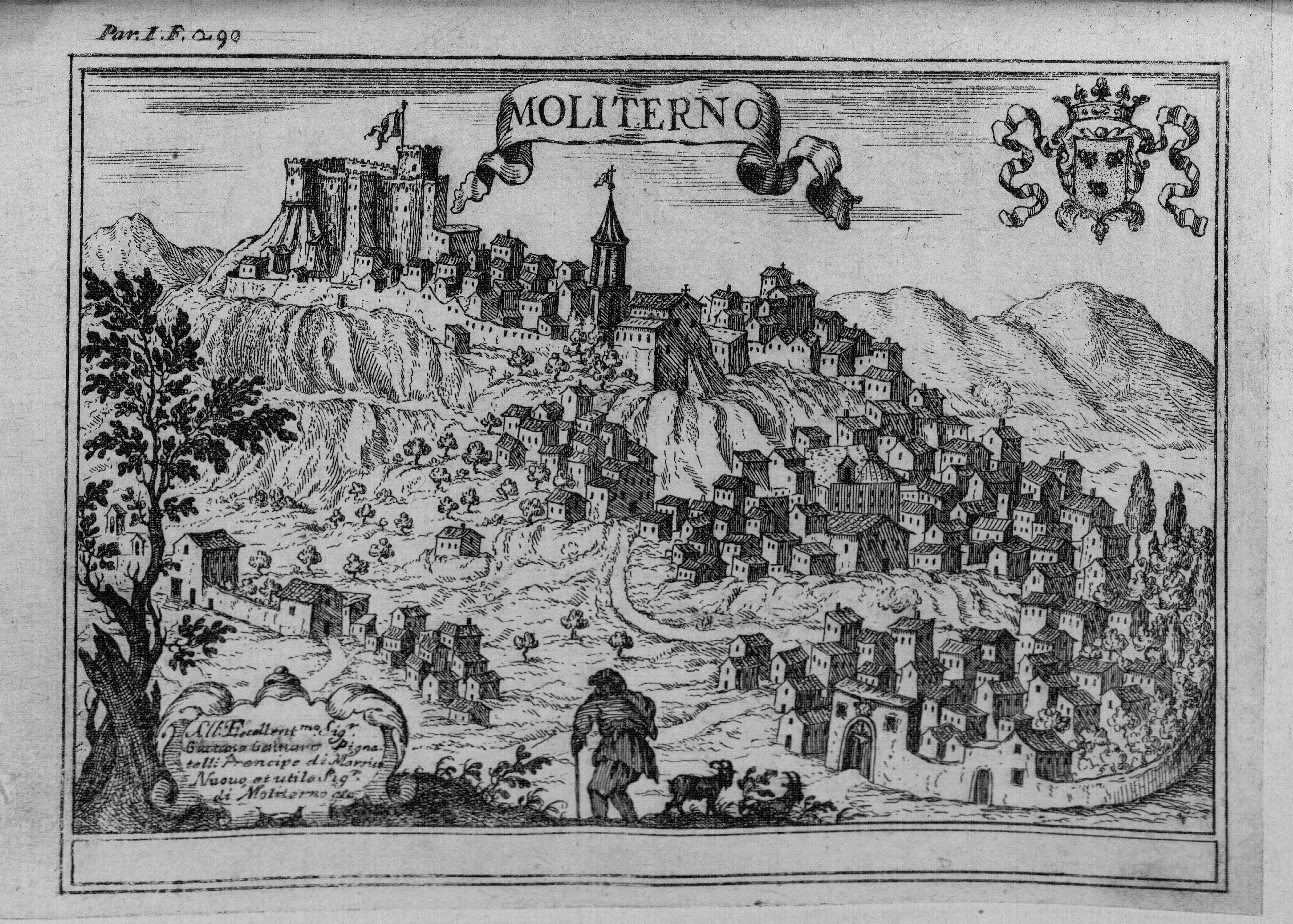
Vue de Moliterno, gravure de Giovan Battista Pacichelli, Il Regno di Napoli in prospettiva, 1703.

L'étymologie de Moliterno est aujourd'hui encore très discutée. Selon certains elle viendrait du latin Mulgere qui signifie « traire ». Pour d'autres, ce nom viendrait du terme moles aeterna qui évoque une masse, ce qui serait une référence à la tour. Le château de Moliterno daterait du VIIIe/IXe siècle : en raison de la destruction de Grumentum par les Sarrasins, une partie de la population se réfugie en haut de l'éminence qui abrite l'actuel Moliterno et surtout, une tour de guet. 
Le premier possesseur du fief à l'époque souabe fut Nicolaus de Moliterno. À l’ époque normande, la tour se transforme en bastion. La ville fut ensuite cédée par Charles Ier d'Anjou à Othon de Brayda qui la détint jusqu'en 1477, année durant laquelle elle passa aux mains des Sanseverino. Ensuite, des Caraffa de Stigliano, le fief entra en possession de Giovanni Battista Spinelli pour finalement revenir au prince de Marsico Nuovo Fabrizio Pignatelli.

## Économie

### Produits caractéristiques
Moliterno, traditionnellement pastorale, est connue pour son canestrato, fromage (qui a la forme du panier — canestra — où il a été élaboré) et qui bénéficie d'une Indicazione Geografica Protetta (appellation géographique protégée).

## Administration
| Période                                  | Période      | Identité               | Étiquette                        | Qualité   |
| ---------------------------------------- | ------------ | ---------------------- | -------------------------------- | --------- |
| 5 avril 2005                             | 30 mars 2010 | Angela Latorraca       | L'Union                          |           |
| 30 mars 2010                             | En cours     | Ing. Giuseppe Tancredi | Moliterno Insieme - Lista Civica | Ingegnere |
| Les données manquantes sont à compléter. |              |                        |                                  |           |

### Hameaux
Fontana D'Eboli, Piano di Maglia, Rimintiello, Tempa del Conte.

### Communes limitrophes
Castelsaraceno, Grumento Nova, Lagonegro, Lauria, Montesano sulla Marcellana, Sarconi, Tramutola.